# Montherlant (Oise)
Montherlant és un municipi francès, situat al departament de l'Oise i a la regió dels Alts de França. L'any 2007 tenia 120 habitants.

## Demografia

### Població
El 2007 la població de fet de Montherlant era de 120 persones. Hi havia 44 famílies de les quals 8 eren unipersonals (4 homes vivint sols i 4 dones vivint soles), 12 parelles sense fills i 24 parelles amb fills.
La població ha evolucionat segons el següent gràfic:
Habitants censats

### Habitatges
El 2007 hi havia 69 habitatges, 44 eren l'habitatge principal de la família, 16 eren segones residències i 9 estaven desocupats. Tots els 69 habitatges eren cases. Dels 44 habitatges principals, 36 estaven ocupats pels seus propietaris, 7 estaven llogats i ocupats pels llogaters i 1 estava cedit a títol gratuït; 1 tenia dues cambres, 8 en tenien tres, 10 en tenien quatre i 25 en tenien cinc o més. 40 habitatges disposaven pel capbaix d'una plaça de pàrquing. A 15 habitatges hi havia un automòbil i a 26 n'hi havia dos o més.

### Piràmide de població
La piràmide de població per edats i sexe el 2009 era:
| Homes | Edats   | Dones |
| ----- | ------- | ----- |
| 0     | 95 o +  | 0     |
| 0     | 90 a 94 | 0     |
| 0     | 85 a 89 | 0     |
| 0     | 80 a 84 | 0     |
| 0     | 75 a 79 | 0     |
| 0     | 70 a 74 | 0     |
| 4     | 65 a 69 | 8     |
| 0     | 60 a 64 | 0     |
| 4     | 55 a 59 | 4     |
| 4     | 50 a 54 | 0     |
| 4     | 45 a 49 | 4     |
| 0     | 40 a 44 | 0     |
| 8     | 35 a 39 | 4     |
| 8     | 30 a 34 | 8     |
| 4     | 25 a 29 | 8     |
| 0     | 20 a 24 | 0     |
| 0     | 15 a 19 | 0     |
| 0     | 10 a 14 | 0     |
| 0     | 5 a 9   | 4     |
| 4     | 0 a 4   | 8     |

## Economia
El 2007 la població en edat de treballar era de 91 persones, 70 eren actives i 21 eren inactives. De les 70 persones actives 67 estaven ocupades (36 homes i 31 dones) i 3 estaven aturades (2 homes i 1 dona). De les 21 persones inactives 2 estaven jubilades, 10 estaven estudiant i 9 estaven classificades com a «altres inactius».
Activitats econòmiques
Dels 8 establiments que hi havia el 2007, 1 era d'una empresa de fabricació d'altres productes industrials, 3 d'empreses de construcció, 2 d'empreses d'hostatgeria i restauració, 1 d'una empresa immobiliària i 1 d'una empresa de serveis.
Dels 5 establiments de servei als particulars que hi havia el 2009, 1 era un guixaire pintor, 2 lampisteries, 1 restaurant i 1 agència immobiliària.
L'any 2000 a Montherlant hi havia 3 explotacions agrícoles que ocupaven un total de 549 hectàrees.

## Equipaments sanitaris i escolars
El 2009 hi havia una escola maternal integrada dins d'un grup escolar amb les comunes properes formant una escola dispersa.

## Poblacions més properes
El següent diagrama mostra les poblacions més properes.